# Beilstein-System
Das Beilstein-System ist ein System, organische Verbindungen über Strukturmerkmale den einzelnen Bänden des Beilsteins Handbuch der Organischen Chemie zuzuordnen.
Es wurde 1907 von Bernhard Prager und Paul Jacobson für die 4. Auflage des Werks entwickelt. Es wurde daher als Hauptwerk bezeichnet.
Hauptkriterium ist dabei die Zuordnung zu einer der drei Gruppen
- Acyclisch
- Isocyclisch
- Heterocyclisch

Die ersten vier Bände enthalten die acyclische Verbindungen, die Bände fünf bis sechzehn die isocyclischen Verbindungen und die Bände siebzehn bis siebenundzwanzig die heterocyclischen.
Die weitere Unterteilung geschieht über ein hierarchisches System der Substituenten.
Wenn mehrere Eigenschaften bzw. Substituenten vorliegen, wird die Substanz in den Band mit der höchstmöglichen Zahl eingeordnet.
Das hat dazu geführt, dass die Abteilung der Bände siebzehn bis siebenundzwanzig überproportional wuchs.
Diese Informationsinflation führte letztlich 1998 zur Einstellung des Beilstein in gedruckter Form.